# Velbert
Velbert – miasto w Niemczech, w kraju związkowym Nadrenia Północna-Westfalia, w rejencji Düsseldorf, w powiecie Mettmann, w regionie Bergisches Land. W 2010 miasto na powierzchni 74,92 km² zamieszkiwały 84 033 osoby.
W mieście rozwinął się przemysł maszynowy, metalowy, włókienniczy oraz papierniczy.

## Historia
Pierwsza pisemna wzmianka o Velbercie pochodzi z 875 roku. Od XVIII wieku Velbert stał się głównym miejscem produkcji zamków i tak jest do dziś. W 1975 r. Niegdyś niezależne miasta Langenberg, Neviges i (stary) Velbert zjednoczyły się, tworząc miasto Velbert.

## Dzielnice
Trzy dzielnice tworzą własne administracje:
- Velbert-Mitte
- Langenberg
- Neviges

## Gospodarka
Przemysł metalowy zatrudnia wiele osób. Velbert jest centrum produkcji zamków. Wiele produktów trafia do przemysłu motoryzacyjnego.

## Transport

### Transport drogowy
- Autostrada A44
- Autostrada A535

### Transport kolejowy
- S-Bahn Ren-Ruhra System kolei podmiejskiej (S-Bahn) do Essen i Wuppertal

### Transport lotniczy
Najbliższe lotnisko międzynarodowe znajduje się w Düsseldorfie

## Zabytki
- Zamek warowny Hardenberg

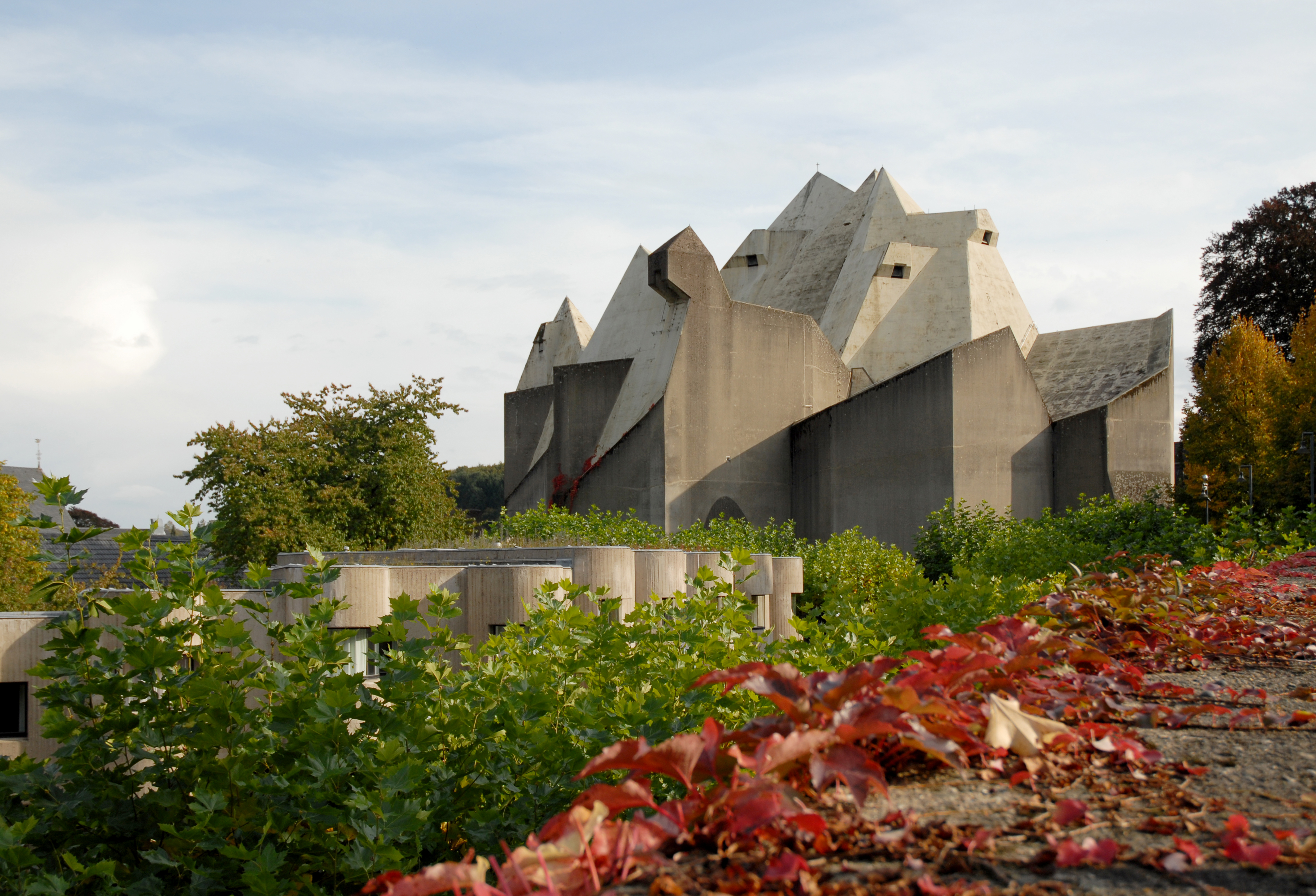
Kościół pielgrzymkowy Maria

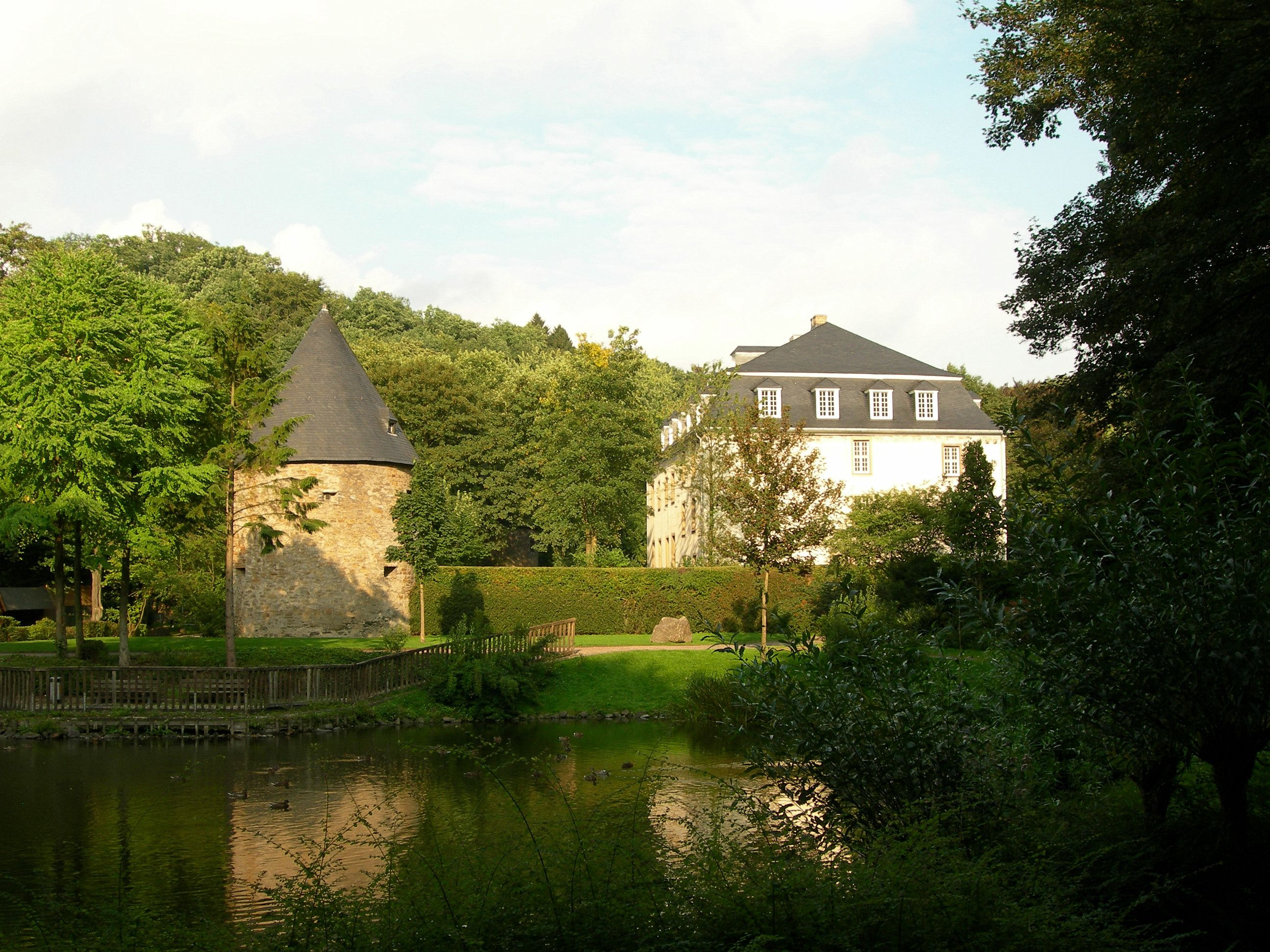
Zamek warowny Hardenberg

- Sanktuarium Matki Bożej Królowej Pokoju w Neviges
- Rozgłośnia w Langenberg

## Współpraca
Miasto posiada następujące miasta partnerskie:
- Châtellerault, Francja – od 1965
- Corby, Wielka Brytania – od 1966
- Igoumenitsa, Grecja – od 2012
- Morąg, Polska – od 2019
- Podujeva, Kosowo – od 2019